# Sensberg (Odenwald)
Der Sensberg ist ein 480,1 m ü. NHN hoher bewaldeter Berg im Odenwald. Er liegt überwiegend in der Gemarkung Hebstahl, der nördliche Nebengipfel (464 m ü. NHN) zum Teil auch in der Gemarkung Unter-Sensbach, beide Ortsteile der Stadt Oberzent im Odenwaldkreis in Hessen.
Der Sensberg ist der Südpfeiler in der Bergkette auf der Ostseite des Talzuges, den der Sensbach in den Buntsandstein-Odenwald gegraben hat und in dem die drei Ortsteile der ehemaligen Gemeinde Sensbachtal liegen. Die Gipfelregion bildet einen annähernd in der Form eines „L“ geknickten Rücken, dessen Außenflanken in das über 250 Meter eingetiefte Kerbtal des Sensbachs abfallen, der hier ein Taleck bildet und seine Fließrichtung von Süd nach Ost wendet. Der östliche Ausläufer des Sensbergs liegt über der Einmündung des Sensbachs in die Itter und trägt, noch immer auf etwa 420 Meter Höhe aufragend, den Namen Itterberg.
Wie schon die gut 100 Meter betragende Schartenhöhe anzeigt, ist der Sensberg deutlich abgesondert von den anderen ihn umgebenden Odenwaldhöhen. Im Norden beginnend und gegen den Uhrzeigersinn aufgezählt, umstehen ihn die Gipfel des Falkenbergs (546,1 m ü. NHN) im Norden, des Schnuppenbergs (506,9 m ü. NHN) im Nordwesten vor der Sensbacher Höhe (557,8 m ü. NHN), der Hohen Warte (551,3 m ü. NHN) im Südwesten, des Imbergs (395,1 m ü. NHN) im Süden vor dem nur viereinhalb Kilometer entfernten höchsten Odenwaldgipfel, dem Katzenbuckel (626,8 m ü. NHN), des Winterhauchs (534,4 m ü. NHN) im Südosten und des Salzlackenkopfes (577,7 m ü. NHN) im Osten.